# 판타스틱 드럭스토어
판타스틱 드럭스토어(영어: Fantastic Drugstore)는 대한민국의 록 밴드이다.

## 구성원
- 임원혁 (1983년 11월 23일생) - 보컬, 기타
- 이형욱 (1988년생) - 기타
- 강연욱 (1988년생) - 베이스
- 김교진 (1990년생) - 드럼

## 음반

### 정규 음반
- DANCE WITH ME (2013년 5월 30일)

### 싱글
- 아저씨 (2012년 5월 18일)
- Can`t Take My Eyes Off You (2012년 11월 9일)

### EP
- This Is Nothing (2012년 6월 12일)

### 참여 음반
- Found Tracks Vol. 23 (2012년) / 5.똥개

## 출연
- TOP밴드 2 (KBS 2TV, 2012년)

## 수상 경력
- 2011년 갭 본 투 락 넥스트 인디스타 1위
- 2011년 쌈지 사운드 페스티벌 숨은고수 선정